# XCG-20滑翔機
Chase XCG-20（公司名稱為MS-8 Avitruc）是二戰後由大通飛機公司為美國空軍開發的大型突擊滑翔機，並且是美國有史以來建造的最大的滑翔機。然而，由於美國空軍要求的變化，XG-20沒有投入生產，之後它被改裝成C-123雙引擎運輸機，並廣泛服役於越南戰爭。

## 發展

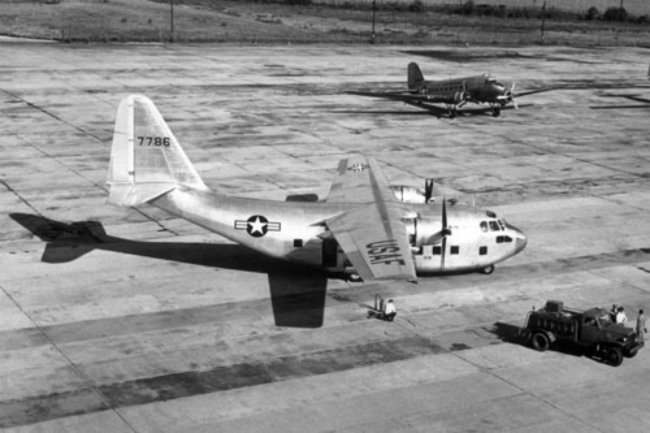
XC-123(s/n 47-786)，攝於1949年

第二次世界大戰結束後，美國陸軍航空軍（1947年更名為美國空軍)提出了對新型大型突擊滑翔機的需求，以取代當時服役的過時小型機型。新滑翔機完全由金屬製成，並且還需要能夠輕鬆適應動力配置。作為五年開發計劃的一部分，1946年8月新澤西州特倫頓的大通飛機公司獲得了一份合同，用於建造兩種類型的滑翔機。其中包括被指定為XCG-18A的較小機型，以及被指定為XCG-20的更大型滑翔機。
XCG-20於1948年隨著美國空軍的成立而更名為XG-20，它不僅是美國有史以來製造的最大滑翔機，也是為美國軍方製造的最後一架戰鬥滑翔機。它具有高位機翼和可伸縮三點起落架，以及為起落架和襟翼提供液壓動力的輔助動力裝置。機頭部分經過加固，以便在著陸發生碰撞時為飛行員提供最佳保護，並實現盡可能最堅固的牽引連接。貨艙長30英尺（9.1米），寬12英尺（3.7米）它具有創新的配置，後機身通過集成的裝載坡道向上傾斜。這使得車輛可以直接在飛機上進出，加快了裝卸時間。

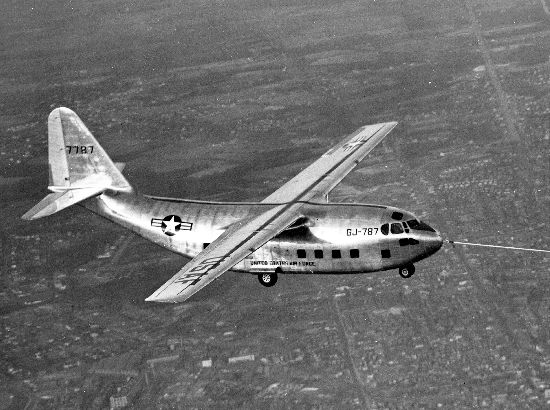
正在進行試飛的第二架XG-20 (s/n 47-787)

儘管第一架原型機XG-20從未作為滑翔機飛行，但第二架原型機於1950年4月首次試飛。 當月在群居者演習中於波普机场向公眾展示後， XG-20進行了更徹底的飛行測試；夏末，它在佛羅里達州埃格林空軍基地與其他運輸機一同進行評估。雖然它沒有明顯的缺陷，但測試程序證實了動力運輸機在著陸性能上與滑翔機相當； 由於已經過時，突擊滑翔機不再受到空軍的青睞，而XG-20項目最中被取消。
然而，大通當初在設計時，就已經考慮過引擎發射的可能性，並預留改裝空間。第一架XG-20隨後安裝了兩具徑向活塞發動機，稱為XC-123，即C-123運輸機的原型機。同時，第二架原型機XG-20被送回大通飛機公司，配備四具通用電氣J47渦輪噴射發動機，稱為XC-123A，並成為美國製造的第一架噴射動力運輸機。

### 註記
1. 1 2 3 4 5  Adcock 1992, p.4.
2. 1 2  Gunston 1980, p. 170.
3. 1 2 3  Noetzel 1992, p.27.
4. 1 2 3  Pattillo 2000, p.165.
5. ↑  Sergievsky et al. 1998, p.128
6. ↑  Noetzel 1992, p.28.
7. ↑  Shrader 1953, p.136.
8. ↑  Aviation Week, October 23, 1950, pp.11-12.
9. ↑  "Assault Transport Tests Staged at Eglin Field". Fort Walton, Florida Playground News, September 7, 1950. Vol. 5, Num. 32. p.1
10. ↑  "Race for Superiority: Giant Transports to Get Eglin Suitability Tests", Fort Walton, Florida Playground News, August 17, 1950. Vol. 5, Num. 29. p.9.
11. ↑  Mitchell 1992, p.164.
12. ↑  Andrade 1979, p. 87.
13. ↑  Adcock 1992, p.7.

### 書目
- Tullis, Tom; Adcock, Al.  1124. Carrollton, TX: Squadron/Signal Publications. 1992. ISBN 978-0-89747-276-0.
- Andrade, John. . Leicester, UK: Midland Counties Publications. 1979. ISBN 0-904597-22-9.
- Gunston, Bill. . New York: Crescent Books. 1980. ISBN 0-517-53754-0.
- Lednicer, David. . University of Illinois at Urbana-Champaign. 2010  [2010-11-27]. （原始内容存档于2010-04-20）.
- Mitchell, Kent A. . AAHS Journal (Santa Ana, CA: American Aviation Historical Society). 1992, 37  [2010-11-28].
- Noetzel, Jonathan C. . Maxwell AFB, AL: Air University Press. 1992  [2011-01-22]. ISBN 9781428992788.
- Pattillo, Donald M. . Ann Arbor, MI: University of Michigan Press. 2000  [2010-11-26]. ISBN 978-0-472-08671-9.
- Sergievsky, Boris; Allan Forsyth; Adam Hochschild. . Syracuse, NY: Syracuse University Press. 1998. ISBN 978-0-8156-0545-4.
- Shrader, Welman Austin. . Cleveland, OH: Eaton Manufacturing Company. 1953  [2010-11-27]. ASIN B0006ATK3C.